# Phostria fumarialis
Phostria fumarialis là một loài bướm đêm trong họ Crambidae.